# Matt Flynn
Matthew "Matt" Flynn (Woodstock, Nova Iorque, 23 de maio de 1970), é baterista da banda americana Maroon 5.

## Biografia
Flynn nasceu em Woodstock, Nova Iorque. Quando Flynn tinha 14 anos, ele pegou o seu primeiro par de baquetas no porão da casa de seu pai e imediatamente começou a tocar bateria a batida de "Jump" por Van Halen, impressionando muito o seu pai. Mais tarde naquele ano, ele ficou em terceiro lugar em seu show de talentos do ensino médio, atrás do comediante de stand up Daniel Tosh e um grupo de dança conhecido como "Tropic Lightning".
Flynn se formou na Gunn High School e brevemente participou de San Diego State University.

### Vida pessoal
Flynn é casado com Heidi Ford, que tem uma irmã gêmea chamada Jenny "Jenni" Ford. Em 5 de junho de 2007, a esposa de Flynn deu à luz seu segundo filho, chamado Michael Ford Flynn. Sua filha mais velha é chamada de Ryan.

## Carreira
Matt ingressou na banda após graves machucados do até então baterista, Ryan Dusick.
Flynn já substituía Dusick em algumas turnês da banda, o que responde a pergunta de muitos a respeito da performance de Matthew no DVD Live - Friday the 13th. Ele era artista baterista da Yamaha, porém agora usa a bateria Ludwig, pratos da Zildjian e suas baquetas são Vater.
Matt tem a característica de movimentar muito sua cabeça enquanto toca, e utiliza pouco das viradas, para elas virem melhores e mais completas. Antes de tornar-se membro fixo do Maroon 5, ele trabalhou para a banda americana The B-52's, porém, despontou como grande baterista tocando para o cantor e compositor Gavin DeGraw.

## Equipamento
Ao longo dos anos, Flynn tem tocado em tambores Yamaha e Ludwig, bem como pratos Sabian e Zildjian, entre outras marcas. Atualmente, ele é endorse Sugar Percussions (desde 2015), pratos Paiste (desde 2014), peles Remo e baquetas Vater.

## Discografia
- "Good" Botanica – Vs. The Truth Fish
- K'naan – Troubadour